# سمليلة
السِّمْلِيلَة هو جنس عالمي من السمليليات المفترسة. يميزها أنها تجلس أحيانًا على جذوع الأشجار ورأسها مطأطئ. منها نحو 170 نوعًا. يمكن تمييزها بالخلية الشرجية المفتوحة على الأجنحة وغياب الحُسيكة على شكل الكلى. 